# Arco laminato
Un arco laminato è un arco realizzato con lamine di differenti materiali. Il tradizionale arco composito non rientra nella categoria, sebbene sia composto dall'insieme di differenti materiali (corno, tendine, osso e legno). Gli archi laminati sono realizzati in legno, fibra di vetro ed altri materiali moderni.

## Storia
Prima dell'invenzione delle colle resistenti all'acqua, gli archi laminati erano rari nella maggior parte del mondo. Soltanto nell'Asia settentrionale ed in Giappone gli archi laminati furono costruiti fin dall'antichità: l'arco tradizionale giapponese, il Daikyu, è un arco laminato, ed in Siberia la tradizione degli archi laminati è vecchia di secoli.